# Barns Green
Barns Green – wieś w Anglii, w hrabstwie West Sussex, w dystrykcie Horsham. Leży 35 km na północny wschód od miasta Chichester i 56 km na południe od Londynu.